# Eltroplectris
Eltroplectris là một chi phong lan trong họ Orchidaceae.